# シマル
 シマル (アゼルバイジャン語: Şimal、レズギ語: Шимал) は、アゼルバイジャンの北東部、首都バクーの北西190kmにあるハチマズ県に所在する村である。人口は531人で、自治体はナブランに属す。
シマル周辺の地形は平坦で、シマルの南西1kmの地点にある標高最高点は海抜11メートルである。

## 気候
周辺地域では、主に落葉樹林の森林が存在している。シマル周辺は人口密度が非常に高く、1平方キロメートルあたり129人の住民が住んでいる。この 地域の気候は温暖で、年間平均気温は13°Cである。最も暖かい月は8月で平均気温が26°Cであり、最も寒い1月は1°Cである。平均年間降水量は537 mmであり、最も降水量が多かった月は9月で平均降水量 68 mm 、最も乾燥した月は8月で13 mmの降水量である。